# L'astronave dei dannati
L'astronave dei dannati (Ship of Fools) è un romanzo di fantascienza di Richard Paul Russo del 2001 vincitore del premio Philip K. Dick.

## Trama
Se nel corso delle vostre peregrinazioni nella buia infinità dello spazio doveste per caso incontrare quella nave, invertite la rotta e andatevene il più velocemente possibile. Subito, senza riflettere, senza voltarvi. Se poi il lontano inferno subspaziale che l'ha ingoiata la vorrà mai risputare fuori, quella maledetta nave.
Noi dell'Argonos l'avevamo trovata seguendo un misterioso segnale. Il segnale partiva dal pianeta Antiochia (era il Vescovo ad avere insistito a chiamarlo così). Dopo secoli e secoli di peregrinazioni nel cosmo - nessuno si ricorda più quanti, siamo tutti nati a bordo - e dopo avere percorso innumerevoli sistemi stellari, la nostra nave aveva finalmente avvicinato un pianeta abitabile. Rischiammo persino un ammutinamento. Presto scoprimmo però che qualcuno, un tempo, era arrivato prima di noi dallo spazio: altri umanoidi, coloni com'eravamo noi, ma più nessuno era rimasto vivo. C'era però quel dannato segnale, come un raggio preciso e affilato, spietatamente puntato nello spazio. Incuriositi lo seguimmo, tutti, con la nostra grande antica nave. Eppure gli orrori trovati su Antiochia avrebbero dovuto metterci, in qualche modo, sull'avviso!
La trovammo, immobile. Era scura, priva di vita, enorme, ancora più grande della nostra stessa immensa nave. Minacciosa e sconfinata come un biblico Leviatano. Tra noi i vecchi, quelli superstiti, se la ricordano bene.
Lì da qualche parte, nelle immense profondità dello spazio, nella sua insondabile aliena pazienza il Leviatano aspetta, immobile.

## Tematiche
Il romanzo si inserisce all'interno di un filone assai consolidato e tuttora assai sfruttato, quello della Space opera - l'epopea spaziale - che malgrado i temi talvolta logori e abusati continua a segnare un notevole seguito commerciale nell'ambito della fantascienza.
L'Argonos, la nave protagonista del romanzo di Richard Paul Russo, è un'astronave generazionale. Si tratta di un possibile metodo per coprire lunghissime distanze siderali attraverso viaggi della durata di vari secoli. L'Argonos è un'immensa arca spaziale, completa di propri ecosistemi artificiali, all'interno della quale si trovano migliaia di esseri umani, nello spazio da innumerevoli generazioni, tanto che è ormai dimenticato il remoto luogo d'origine e probabilmente anche l'originaria missione di colonizzazione. A bordo, nel completo isolamento, si è ricostruita una piccola ma complessa società, con precise e rigide gerarchie sociali, solcata da sottili lotte di potere tra il comandante (carica che si tramanda di generazione in generazione, con un'autorità sempre più fiacca), gli organi di governo (di stampo democratico, facilmente manovrabili) e la suprema autorità religiosa (il vescovo Soldano, scarsamente dedito al proprio compito spirituale).
L'ecosistema, sia dal punto di vista biologico che sociale, dell'astronave appare dunque possedere un suo stabile equilibrio, che viene però sconvolto da nuovi e straordinari eventi. Dapprima l'equipaggio dell'Argonos si trova di fronte prima un pianeta abitabile, il che provoca un tentato ammutinamento delle classi inferiori che desiderano lasciare la nave; avviene quindi un imprevisto, inesplicabile incontro: un'enigmatica presenza aliena che compare sotto forma di una sterminata astronave. Quest'ultimo è un tema particolarmente affascinante, basti ricordare il celebre Incontro con Rama di Arthur C. Clarke, nel quale una squadra di esploratori sfrutta l'occasione unica di un temporaneo rendez-vous con un immenso ecosistema artificiale alieno, apparentemente morto da millenni, per entrare all'interno e cercare di carpirne i segreti.
L'incontro dell'equipaggio dell'Argonos con l'astronave aliena occupa la maggior parte del romanzo di Russo, il quale non è però uno dei molti scrittori specializzati nel genere della 'space opera', essendo più noto per il ciclo di romanzi dedicati al detective del futuro Frank Carlucci, nei quali miscela il giallo hard-boiled e un'ambientazione da futuro prossimo alla Blade Runner con echi cyberpunk.
L'interesse di Russo non sembra andare nella direzione della fantascienza hard, in quanto l'autore utilizza i dettagli tecnologici indispensabili al fine di costruire una precisa e solida ambientazione psicologica per i suoi personaggi.
Appare inoltre incongruo (o solo un espediente letterario) che un'astronave generazionale come la Argonos possa disporre di motori a balzo iperspaziale, dato che un simile veicolo dovrebbe servire invece per supplire all'assai limitata velocità tipica dei viaggi sub-luce con propulsione convenzionale.
In compenso Russo dimostra di saper costruire personaggi interessanti e talora complessi (anche se non quanto il detective Carlucci) calandoli qui in una ambientazione particolare, descritta in modo efficace. È proprio questo aspetto, assieme ad una scrittura incalzante anche se assai controllata, che rende il romanzo di un certo interesse, malgrado una tensione minore di quanto ci si potrebbe attendere.

## Edizioni
- Richard Paul Russo, Ship of Fools, Ace Books, 2001,  pp. 370, ISBN 0-441-00798-8.
- Richard Paul Russo, L'astronave dei dannati, traduzione di Antonio Bellomi, collana Urania n° 1451, Arnoldo Mondadori Editore, 2002.